# Troços
Troços est une revue catalane d'avant-garde, dirigée par le poète Josep Maria Junoy. Née en 1916, elle disparaît en avril 1918, et compte au terme de sa publication six numéros. Le titre est réorthographié Trossos (en catalan, « pièces, morceaux ») à partir du numéro 4.
En 1916, un numéro unique de huit pages est publié. Cette livraison n'est pas numérotée.
L'année suivante, en 1917 la revue publie cinq autres numéros mensuels, numérotés de 1 à 5. Le numéro 4 est exceptionnellement dirigé par Josep Vicenç Foix.

## Thèmes et collaborateurs
Troços était consacré à l'actualité littéraire et artistique. Josep Maria Junoy était un partisan de la France (le contexte historique est la Première Guerre mondiale ). Ce sentiment transparaît dans une note préliminaire qu'il a rédigée dans la revue dans laquelle il écrit "Vive le France".
Outre les œuvres originales des poètes calatans Josep Maria Junoy, Joaquim Folguera et Josep Vicenç Foix, la revue a publié des traductions d'écrivains français comme Pierre Albert-Birot, Philippe Soupault et Pierre Reverdy. Elle présente également des dessins d'Albert Gleizes, Pere Ynglada, Joan Miró, Celso Lagar, Frank Burty et Enric C. Ricart.

## Source
- « Troços, notice sur le site des Archives des revues catalanes anciennes (Arxiu de Revistes Catalanes Antigues) ».